# 高场街道
高场街道是中华人民共和国湖北省潜江市下辖的一个街道办事处。
高场原种场是潜江市的一个国有农场。2011年时，国家统计局网站中以高场原种场之名列为潜江市的一个类似乡级单位。2012年，湖北省民政厅批复同意设立高场街道办事处，以原高场原种场的地域范围为新设的高场街道办事处行政区域范围。同时，保留“潜江市高场原种场”的牌子，实行“一套班子、两块牌子”的管理方式。此后至2017年，在国家统计局网站以高场办事处之名列为潜江市的一个类似乡级单位。

## 行政区划
高场街道下辖以下村级行政区划单位：
场直社区、韶湾分场生活区、高场分场生活区、联丰分场生活区和保安分场生活区。